# Sujiwo Tejo

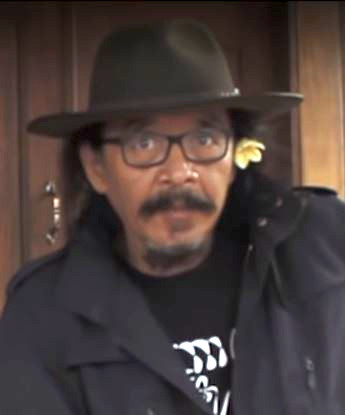
Sujiwo Tejo, 2019

Sujiwo Tejo, vollständiger Name Agus Hadi Sujiwo (* 31. August 1962 in Jember) ist ein ehemaliger indonesischer Filmregisseur, Schauspieler und Sänger.

## Diskografie
- Pada Suatu Ketika (1998)
- Pada Sebuah Ranjang (1999)
- Syair Dunia Maya (2005)
- Yaiyo (2007)

## Filmografie
- Telegram (2001)
- Kafir (2002)
- Kanibal – Sumanto (2004)
- Detik Terakhir (2005)
- Janji Joni (2005)
- Kala (2007)
- Hantu Aborsi (2008)
- Barbi3 (2008)
- Kawin Laris (2009)
- Capres (2009)
- Sang Pencerah (2010)